# The Lone Ranger (telessérie)
The Lone Ranger (no Brasil As Aventuras do Zorro, o Cavaleiro Solitário), foi uma série de TV de faroeste exibido na emissora de televisão americana ABC Television de 1949 a 1957, estrelado por Clayton Moore como Lone Ranger e Jay Silverheels como Tonto.

O personagem principal, Lone Ranger, era originário de um programa radiofônico criado por George W. Trendle e Frank Striker em 1932.
De 1952 a 1954, devido a uma disputa contratual, John Hart substituiu Moore no papel-título

## No Brasil
A palavra Ranger causou dificuldades de tradução já que o significado original (policial rural do Texas) não fazia sentido em português.
Lone Ranger ficou conhecido como Zorro desde 1938, quando O Globo Juvenil iniciou a publicação de tiras diárias do herói, roteirizadas pelo próprio Frank Striker, esse nome pode ter sido mantido por um série coincidências envolvendo produções da Republic Pictures: A produtora  tinha um seriado onde a história do Zorro é transformada em um faroeste, o herói tem um cavalo branco igual ao do Lone Ranger: Zorro's Fighting Legion (1939), Zorro também apareceria com um cavalo branco chamado Fantasma na série de TV da Disney de 1957 e no desenho japonês Kaiketsu Zorro de 1996, aparece com um cavalo branco chamado Viento. Dois atores interpretaram ambos os personagens em produções da Republic: Robert Livingston interpretou Zorro no filme The Bold Caballero (1936)  e Lone Ranger no seriado The Lone Ranger Rides Again e Clayton Moore, o Lone Ranger da série de TV The Lone Ranger interpretou um descendente de Dom Diego que assume o manto do Zorro no seriado Ghost of Zorro (1949). O estúdio também produziu Zorro Rides Again (1937) e Son of Zorro (1947), outros dois seriados de faroeste sobre descendentes do Zorro original, o primeiro na década de 1930 e o segundo após a Guerra de Secessão .
O seriado Zorro's Black Whip de 1944 foi estrelado por uma mulher, a The Black Whip interpretada por Linda Stirling e, apesar de levar o nome de Zorro no título, o personagem Zorro não aparece em nenhum momento no seriado e nem ao menos é citado. Os seriados Don Daredevil Rides Again, de 1951, e Man with the Steel Whip de 1954, traziam dois heróis mascarados: Don Daredevil e El Latigo e utilizaram cenas de arquivo de Zorro's Black Whip .

Em 1954, a EBAL lançou uma revista em quadrinhos com o título de Zorro.
Na década de 1980, foi exibida nos programas "Balão Mágico" e "Xou da Xuxa" a série animada produzida pela Filmation, com o nome do herói voltando para "O Cavaleiro Solitário", ocasião em que, ironicamente, dividia um bloco com o Zorro.